# Powiat Maniwa
Powiat Maniwa (jap. 真庭郡 Maniwa-gun) – powiat w Japonii, w prefekturze Okayama. W 2024 roku liczył 749 mieszkańców.

## Miejscowości
- Shinjō